# Julio Furch
Julio César Furch (* 29. Juli 1989 in der Provinz La Pampa) ist ein argentinischer Fußballspieler auf der Position eines Stürmers. 

## Karriere
Furch begann seine Laufbahn bei Olimpo de Bahía Blanca, mit denen er in der Saison 2009/10 die Meisterschaft der Primera B Nacional gewann. Anschließend spielte Furch auf Leihbasis für den Club Atlético San Lorenzo de Almagro und Arsenal de Sarandí. Mit dem letztgenannten Verein gewann er 2013 die Copa Argentina. 
Nach einer weiteren Station in seiner Heimat beim CA Belgrano wechselte Furch zu Beginn des Jahres 2015 in die mexikanische Liga, wo er zunächst für die Tiburones Rojos Veracruz spielte, mit denen er in der Clausura 2016 die Copa México gewann. 
Zwei Jahre später wechselte Furch zu Beginn des Jahres 2017 zum Club Santos Laguna, mit dem er in der Clausura 2018 zum ersten Mal die mexikanische Fußballmeisterschaft gewann; ein Erfolg, den er in der Apertura 2021 mit Atlas Guadalajara wiederholen konnte. Im Juli 2023 wechselte Furch nach Brasilien zum FC Santos, wo er einen Kontrakt über zwei Jahre erhielt.

## Erfolge
- Mexikanischer Meister: Clausura 2018, Apertura 2021
- Argentinischer Pokalsieger: 2012/13
- Mexikanischer Pokalsieger: Clausura 2016
- Argentinischer Zweitligameister: 2009/10

Santos
- Série B: 2024